# لئاندرو گیلئیرو
لئاندرو گیلئیرو (پرتغالی: Leandro Guilheiro؛ زادهٔ ۷ اوت ۱۹۸۳) جودوکار اهل برزیل است.
وی در مسابقات کشوری و بین‌المللی در مجموع برندهٔ ۷ مدال طلا، ۲ مدال نقره، ۳ مدال برنز شده‌است.